# Lega (unità di misura)
La lega è stata un'unità di misura della distanza, e in particolare di percorsi terrestri o marittimi a lungo diffusa in Europa ed in America Latina, originatasi nella Roma antica.

## Definizione
Oggi non è più un'unità ufficiale in nessuna nazione, ma viene sporadicamente usata in parallelo a quelle ufficiali, particolarmente in ambito rurale. La lega era un'unità di lunghezza, variante da luogo a luogo, ed esprimeva originariamente la distanza che una persona, o un cavallo, poteva percorrere al passo in un'ora di tempo (a seconda dei luoghi una grandezza variabile tra i 4 e i 6 chilometri).

## Differenti definizioni
La Lega aveva valori diversi da paese a paese
- La lega era usata nella Roma antica, dove era definita come 1,5 miglia romane. 1 miglio romano era equivalente a 1,48 km, 1480 m, 1 000 passi (occorre ricordare che per gli antichi romani il passus era inteso come la distanza tra il punto di distacco e quello di appoggio successivo del medesimo piede durante il cammino, quindi il doppio rispetto all'accezione moderna: 1 passo = 1,48 metri), 5 000 piedi romani. Di conseguenza 1 lega era equivalente a 2,22 km, 2220 m, 1 500 passi, 7 500 piedi romani. La lega romana traeva origine dalla leuga Gallica (leuca Gallica), la lega gallica. Era l'unità di lunghezza maggiore del sistema di misura adottato, analogamente alla persiana parasanga, al sumero nindan e al greco stadio.
- In Belgio, una lega (lieue), equivaleva a 5 km.[1]
- In Francia, una lega (la lieue de poste), equivaleva a 3,898 km.[1]
- In Gran Bretagna, una lega (league), equivaleva a 4,828 km, equivalente a 1/25 di grado meridiano.[1]
- In Spagna, una lega (legua) equivaleva a 5,572 km.[1] La lega fu ufficialmente abolita durante il regno di Filippo II di Spagna nel 1568, ma è ancora in uso non ufficialmente in alcune parti dell'America Latina, con un significato esatto che varia nei differenti Paesi.
- In Argentina, una lega è una distanza di 5 km.
- In Brasile, la lega è caduta in disuso, ma è usata per descrivere l'equivalente di 6 km.
- In Yucatán ed altre parti del Messico rurale la lega ancora è usata comunemente nel senso originale della distanza che può essere coperta a piedi in un'ora, così che una lega lungo una buona strada su terra livellata è una distanza più grande che una lega su un sentiero difficile lungo un terreno accidentato.

## Uso nella narrativa
- Gli Stivali delle sette leghe sono la base di un racconto magico nelle favole popolari europee.
- Il romanziere Jules Verne intitolò un suo famoso romanzo fantascientifico 20.000 Leghe sotto i mari.